# Nataša Kandić
Nataša Kandić, en serbe Наташа Кандић (née en 1946 à Kragujevac) est une militante des droits de l'homme serbe. Elle est la fondatrice et directrice de l'Humanitarian Law Center (en), un organisme fondé en 1992 et faisant la promotion des droits de la personne et de la réconciliation des composantes de l'ancienne Yougoslavie.
Kandić milite pour les droits de tous les groupes et minorités, particulièrement en temps de conflits. Son travail entraîne la haine de certains Serbes et militaires de la région ainsi que l'admiration d'autres défenseurs des droits de l'homme. De renommée internationale, elle est controversée dans son pays, faisant notamment l'objet d'une poursuite en diffamation par Tomislav Nikolić.

## Formation et carrière
« Si vous voulez mettre en place un certain système de valeurs où la primauté du droit est primordiale, la loi doit être appliquée à ceux qui la violent. La vérité doit sortir. »

— Nataša Kandić, ?
Après des études en sociologie, Kandić devient une dissidente sous Josip Broz Tito et une militante pour les droits de l'homme après sa mort.
À partir du début des années 1990, elle documente et dénonce des atrocités commises dans le cadre des guerres de Yougoslavie. En 1991, elle organise la campagne Candles for Peace et, en 1992, la marche Black Ribbon. La même année, elle fonde et dirige l'Humanitarian Law Center à Belgrade. L'organisme est soutenu par plusieurs organisations internationales[Lesquelles ?].
Lors de la guerre du Kosovo, elle se déplace à travers la Serbie, donnant des informations au monde extérieur sur les violations des droits de l'homme commises par la police et des groupes paramilitaires. Elle obtient ainsi une vidéo montrant six paramilitaires serbes exécutant six musulmans bosniaques près de Trnovo, qui servira notamment lors de l'analyse du Massacre de Srebrenica,. Les informations qu'elle recueille lors de la guerre servent grandement à établir l'acte d'accusation pour le Tribunal pénal international pour l'ex-Yougoslavie.